# Ceará (1915)
Ceará byla mateřská loď ponorek brazilského námořnictva. Postavena byla pro podporu brazilských ponorek třídy F. Ve službě byla v letech 1917–1946. Jejím neobvyklým rysem byl v jejím trupu integrovaný dok, schopný pojmout celou ponorku.

## Pozadí vzniku
V letech 1913–1914 brazilské námořnictvo získalo své první ponorky v podobě tří jednotek třídy F. Mateřská loď Ceará byla objednána na jejich podporu. Ponorky a mateřskou loď dodala italská loděnice Fiat-Sant Giorgio v La Spezia. Kýl byl založen 15. července 1913 a na vodu byla spuštěna 7. září 1915. V únoru 1917 bylo ještě nezařazené plavidlo povoláno na pomoc italské ponorce F-8. Ponorku se podařilo úspěšně vyzvednout z hloubky 64 metrů a zachránit tak posádku. Do Brazílie plavidlo doplulo v dubnu 1917.

## Konstrukce
V trupu plavidla se nacházel 65metrový dok krytý vodotěsnými vraty, schopný pojmout celou ponorku. Záď plavidla byla zdvojena a vstup do doku se nacházel mezi trupy. Dok sloužil především pro přepravu a údržbu ponorek. Pohonný systém tvořily dva diesely Fiat o celkovém výkonu 4200 hp, pohánějící dva lodní šrouby. Nejvyšší rychlost dosahovala 12–13 uzlů.